# Пишчеви записи 1981—1991.
Пишчеви записи 1981—1991. cy збирка одабраних дневничких записа Добрице Ћосића која се надовезује на Пишчеве записе 1969—1980. У периоду од 1981. до 1991. појачава се идеолошки притисак Савеза комуниста на критичку мисао, све су бројнија груба ограничавања грађанских права и слобода у Југославији, а умножавају се и судски процеси политичког карактера. У трећој књизи пишчевих записа значајно место заузимају описи збивања на Косову и Метохији, посебно албанског терора над српским становништвом и борбе Срба за основна животна права. Ова књига објављена је 2002. године. Непосредан наставак ове књиге су Пишчеви записи 1992—1993.

## 1981.
Ћосића напада генерал армије Коста Нађ, председник Савезног одбора СУБНОР-а Југославије, коме Ћосић одговара оштрим протестним писмом. Љубомира Тадића и њега напада и Јуре Билић, председник Сабора СР Хрватске, са којим је Ћосић 1946. учио партијску школу "Ђуро Ђаковић". И њему Ћосић одговара писмом.
На Косову у марту избијају масовне албанске националистичке демонстрације, са захтевом за за Косово републику и прикључење Албанији, што Ћосић види као потврду својих ставова које је изнео на ЦК Србије 1968. године.
29. децембра, на Ћосићев шездесети рођендан, умро је хрватски писац Мирослав Крлежа. Ћосић записује: "Мој велики савременик, који ме је некада радовао својим изразитом наклоношћу и пажњом. Од њега сам много научио. А разишли смо се 1964, због његовог великохрватског национализма, који је, од те године особито, све отвореније испољавао. Тај највећи хрватски писац имао је врло несрећан живот: много је хваљен и слављен. Тешко њему! Рушиће га време и потомци, а они су немилосрдни; рушиће га завидници и недаровити, а тих је највише. Боље би било да је њима свима за рушење мање оставио. Нека му Господин да рајско насеље".

## 1982.
Ћосић ради на својој новој књизи "Грешник".
22. августа Ћосићева ћерка Ана је родила ћерку Милену, а Добрица је постао деда: "У мој живот улази унука, дете мог детета, дивна неизвесност, нешто немоћно и свемоћно, нешто што ће љубављу да порасте. Човек љубављу настане и љубављу постане. А тај њен први плач! Зашто плаче? Шта је боли? Од чега је страх? Каква тајна? Какав значај има плач моје унуке! Дете мог детета..."
На војнополитичким предавањима које држе официрском кадру општенародне одбране, високи официри ЈНА, пуковници, говоре о двојици непријатеља: Миловану Ђиласу и Добрици Ћосићу. Ћосић пише: "Благо Титовој Југославији! Она је вечна са таквим и толиким непријатељима. Али, чујем, на тим предавањима људи често протестују, постављају непријатна питања, доводе пуковнике у мучан положај..."

## 1983.
Ћосићева књига "Стварно и могуће" продата у 10.000 примерака за само две недеље. У Књажевцу један човек је осуђен на два месеца због растурања ове књиге. Ћосић шаље протестно писмо председнику Председништва ЦК СКЈ Митји Рибичичу протестујући против политичке кампање која се води против њега и издавача његове књиге. Служба државне безбедности СР Србије позива Ћосића у СУП општине Савски венац да га обавесте да његове „изјаве страним новинарима и везе са страним лицима Служба државне безбедности неће толерисати“. Овим поводом пише протестно писмо Председнику Председништва СР Србије Николи Љубичићу. Такође апелује да се песник Гојко Ђого пусти са робије, на коју је послат због својих песама. Са групом од седамдесет грађана упућује Председништву СФРЈ петицију у којој се захтева укидање "Штафете младости".
Крајем јуна, син Александра Ранковића га је довезао до Ћосићеве куће и позвао Ћосића да изађе на улицу. Ранковић је изашао из аутомобила и рекао му да жели да му повери неке тајне у Југославији нико не зна осим њега. Пошто је седмог јула ишао у Дубровник, рекао му је да би требало пре тога да обаве тај разговор. Ћосић му је одговорио да је веома заузет, па су се договорили да се састану после Ранковићевог повратка из Дубровника. У августу Добрица Ћосић и Танасије Младеновић, са супругама, проводе неколико дана у Примоштену код доктора Јована Рашковића. Док су они били у Примоштену, у Дубровнику је умро Александар Ранковић. За време док је био у Примоштену, Доланчева полиција му је из београдског стана украла три дневничке свеске.
Крајем године путује у Америку и Канаду да одржи десетак предавања о књижевности. Излази "Време смрти", друго, џепно издање на енглеском језику.
26. новембра родио му се унук Никола.
У децембру је у Југословенском драмском позоришту почела са приказивањем представа "Колубарска битка", коју је режирао Борислав Михајловић Михиз, а која је заправо драматизација ове битке, како је она описана у Ћосићевом роману „Време смрти“.

## 1984.
Ћосић учествује у критичкој преписци са загребачким интелектуалцем Предрагом Матвејевићем, који га моли да затражи скидање представе Колубарска битка са репертоара Југословенског драмског позоришта, јер по Матвејевићевом мишљењу та представа буди национална осећања српског народа.
Добрица Ћосић, Љубомир Тадић, Танасије Младеновић и Никола Милошевић оснивају Хуманитарни одбор који се бори за ослобађање и здравствену заштиту политичких затвореника који штрајкују глађу, међу којима је и Војислав Шешељ. Они, у име Одбора, упућују протестна писма председнику Председништва СФРЈ Веселину Ђурановићу, председнику Председништва СР Србије Душану Чкребићу, Председништву ЦК СК Југославије и управи Српског лекарског друштва. Са Загорком Голубовић, Љубомиром Тадићем, Драгољубом Мићуновићем, Светозаром Стојановићем, Небојшом Поповим и Михаилом Марковићем, Добрица Ћосић пише протестна писма члановима Савета федерације и скупштини Србије, опет без одговора. Ћосић је озлојеђен пресудом Шешељу: "У Сарајеву над Војиславом Шешељом извршена судска одмазда: осам година робије... Војислав Шешељ је докторирао, а још нема ни тридесет година, и није познавао кривично право државе чији је поданик: ако мислиш, не пиши, ако пишеш, одмах спаљуј! Али најбезбедније је не мислити. То је порука сарајевске судске пресуде Војиславу Шешељу."
Ћосић са групом од деветнаест београдских професора и интелектуалаца оснива Одбор за одбрану слободе мисли и изражавања. Тринаест чланова одбора су академици САНУ. Коста Чавошки и Добрица Ћосић пишу програм далатности одбора.
Завршава прву књигу Времена зла - Грешника.
15. октобра умрла је Добричина мајка Милка.

## 1985.
Роман Грешник је објављен у педесет хиљада примерака. Први тираж је убрзо распродат и у продају излази нових педесет хиљада примерака. Власт води жестоку политичку кампању против овог романа као „антикомунистичког памфлета“.
13. маја Ћосић прима жену и ћерку Ђорђа Мартиновића из Гњилана, кога су Албанци у његовој њиви натакли на колац, на чијем је шиљку била разбијена пивска флаша. Ћосић се поводом овог случаја писмима обраћа председнику Председништва СР Србије Душану Чкребићу и државном секретару народне одбране СФРЈ, адмиралу флоте, Бранку Мамули.
Владимир Дедијер као председник, а Добрица Ћосић као његов заменик, раде у Одбору за скупљање грађе о геноциду против српског и других народа Југославије у двадесетом веку, који је основала Српска академија наука и уметности. Њих двојица су посетила патријарха Германа, изложили му програм рада одбора и замолили га за црквену подршку. Патријарх је свесрдно подржао ову иницијативу и обећао да ће Свети архијерејски синод СПЦ послати допис свим црквама у Југпславији да пораде на прикупљању података о жртвама геноцида. Службе безбедности ово виде као „антидржавну делатност“, што Ћосић поткрепљује записима извештаја служби безбедности које је добавио у време када је био председник Савезне Републике Југославије 1992-1993. Из тих извештаја се види да је Ћосић био под сталном присмотром, а најинтензивније су контолисани његови чести контакти са Јованом Рашковићем и Србима из Хрватске.
15. септембра у Љубљани Љубомир Тадић, Михаило Марковић и Добрица Ћосић се, као представници српске опозиције, састају са члановима редакције словеначке Нове ревије и разговарају о будућности Југославије. Ћосић се пита: "Јесмо ли их добро чули, јесмо ли добро разумели водеће словеначке интелектуалце? Ако тако мисли словеначки народ, или ако њихова мишљења усвоји словеначки народ, свршено је с Југославијом"! Овај разговор је забележен полицијским магнетофоном, а тај магнетофонски запис је касније коришћен од стране најважнијих државних функционера, у разним приликама, да о „националистичкој завери“ обавесте југословенску јавност.
Ћосић завршава свој роман Отпадник.

## 1986.
Срби са Косова долазе код Ћосића и "траже савет како да се боре против шиптарског терора и безакоња шиптарске власти". Ћосић их саветује да саставе петицију и пошаљу је властима. Петицију је прво потписало око две хиљаде, а накнадно преко осамдесет хиљада Срба. Ћосић и академик Димитрије Богдановић састављају апел, који су потписали сви чланови Одбора за одбрану слободе мисли и изражавања, а касније и седамдесетак интелектуалаца, писаца и уметника, међу којима је био и Данило Лекић Шпанац. Апел се односио на терор над Србима на Косову и тражио је од власти да заштити Србе од прогона. Срби се одлучују на мирне демонстрације у Београду, а Азем Власи, председник Покрајинског комитета Савеза комуниста, изјављује да иза побуне косовских Срба стоје Добрица Ћосић, Вук Драшковић, Миодраг Булатовић и адвокат Велимир Цветић. Ћосић шаље писмо Душану Чкребићу, председнику Председништва СР Србије, у коме осуђује терор над Србима са Косова и тражи од државе да их заштити. Ћосић је огорчен и на Ивана Стамболића, председника ЦК СК Србије, који одбија да се ангажује на решавању проблема косовских Срба.
Ћосић овде уврштава и бројне списе Служби државне безбедности Хрватске, Босне и Херцеговине и Словеније који се тичу његових контаката са словеначком опозицијом и Србима из Хрватске, пре свега са Јованом Рашковићем, а у које је имао увид као председник СРЈ 1992-1993. године. Из наведених списа се види да је Ћосић био под сталном присмотром полиције, као и да је непрестано прислушкиван.
Ове године полиција је украла недовршени Меморандум САНУ, за који власт оптужује Ћосића, који у његовом писању није ни учествовао. Због Меморандума Стамболић одлучује да се стогодишњица САНУ не обележи на државном нивоу.
Излази Отпадник, друга књига Времена зла.

## 1987.
Ћосића отац хрватског националисте Доброслава Параге, који је осуђен на затворску казну због антикомунистичког деловања, моли да му помогне. Ћосић шаље писмо савезном секретару за народну одбрану адмиралу Бранку Мамули и моли га за хуман поступак према војнику и студенту Параги, чији отац писмом захваљује Ћосићу, рекавши да је његовом сину "спасио живот".
Ћосић током целе године одржава интензивне контакте са словеначким опозиционим интелектуалцима и са Србима из Хрватске (пре свега са Јованом Рашковићем, а често и путује у Словенију и Хрватску на састанке са њима, што је описано у бројним дописима служби државне безбедности Словеније и Хрватске службама државне безбедности Србије и СФРЈ, који су уврштени у ову књигу, а у које је Ћосић имао увид у време када је био председник СРЈ.

## 1988.
У име Удружења књижевника Србије, Социолошког друштва Србије и Филозофског друштва Србије у сали Народне библиотеке Србије, Ћосић образлаже предлог уставних промена, због чега бива нападнут од стране многобројних комитета СКЈ и режимских новина, радија и телевизије.
Он наставља да одржава контакте и да се састаје са словеначким опозиционарима и са Србима из Хрватске, а истовремено се наставља и његово стално праћење и прислушкивање од стране службе државне безбедности, у чије је списе он касније имао увид и који су уврштени у ову књигу.

## 1989.
9. маја у Будви Ћосић држи предавање о стању српског народа, о расрбљивању Црне Горе и о кризи у Југославији. Том приликом он одржава састанак са новим политичким руководством Црне Горе - Момиром Булатовићем, Милом Ђукановићем и Светозаром Маровићем, које он назива "способним младићима, с политичком будућношћу".
У октобру путује у Будимпешту на промоцију своје књиге "Седам дана у Будимпешти".
28. октобра телефоном га зове Вили Брант и позива га да дође у Беч да се договоре о оснивању Социјалдемократске партије Југославије. Ћосић одбија, рекавши Бранту да мисли да постоји и погоднија личност за председника прве опозиционе партије - мислећи на Љубомира Тадића.

## 1990.
Са Милованом Ђиласом путује у Москву на округли сто, који су организовали НИН и Литературна газета, о узроцима Стаљиновог сукоба са Титом 1948. године.
У априлу путује у Вашингтон, где се појављује у америчком Конгресу на „саслушању“ о стању на Косову. Уз Ћосића, у српској делегацији су били владика рашко-призренски Павле (касније патријарх), професор Богословије Атанасије Јефтић, адвокат Слободан Вучетић и професор Раде Стојановић, а албанску страну представљали су Ибрахим Ругова и Реџеп Ћосја. Као сведок за албанску страну појавио се и хрватски националиста Доброслав Парага, кога је Ћосић неколико година раније спасавао од робије и борио се да му Словенија изда пасош.
У првој половини јуна учествује у организовању Српске демократске странке Босне и Херцеговине. Ћосић инсистира да председник странке постане психијатар и песник Радован Караџић, који на то пристаје тек после убеђивања Добрице Ћосића.
У Риму учествује на симпозијуму „Куда иде Југославија“ у организацији Социјалистичке партије Италије.

## 1991.
Дневничке записе из 1991. године Ћосић започиње речима које су се касније у потпуности обистиниле: "Распада се Југославија. Нико не зна колико дуго ће да траје тај распад. Ја верујем у неминовност рата између Срба и Хрвата, Срба и Муслимана, Срба и Албанаца". У Крушевцу почетком године држи предавање на тему Југославија и српско питање. Алија Изетбеговић посећује Ћосића у његовом дому и они разговарају о начинима да се избегну српско-муслимански сукоби. Њих двојица иницирају сусрет српских и муслиманских интелектуалаца у Сарајеву, после кога Ћосић губи наду у договор ове две нације и констатује да су сукоби готово неизбежни.
18. марта у Удружењу књижевника Србије одржана је прва седница иницијативног Одбора Српског националног савета. Били су присутни: Михаило Марковић и Слободан Вучетић, у име СПС-а; Драгољуб Мићуновић и Зоран Ђинђић, у име ДС-а; Вук Драшковић и Слободан Ракитић, у име СПО-а; Радован Караџић, Алекса Буха и Мирослав Тохољ, у име Српске демократске странке; од независних интелектуалаца били су присутни Матија Бећковић, Будимир Кошутић, Миодраг Перишић, Гојко Ђого и Добрица Ћосић. Образована је радна група у саставу Ћосић, Бећковић, Ђинђић, Кошутић и Вучетић са задатком да сачини нацрт Декларације о српском националном јединству и предложи састав Националног савета. У наредним данима седницама Иницијативног одбора присуствују, између осталих, митрополит Амфилохије, у име Српске православне цркве; Војислав Коштуница, у име ДС-а и Јован Рашковић, у име СДС-а у Хрватској. Ускоро из Савета иступају Српски покрет обнове и Демократска странка, па Декларација о српском националном јединству, иако састављена, није презентована јавности.
Крај априла и почетак маја, због здравствених проблема, Ћосић проводи у лондонској болници "Черинг Крос". Крајем маја разговара са Слободаном Милошевићем, а у дневник записује: "Отишао сам од тог човека уверен да је он недорастао за државника у овим приликама. А интелигентан је, самоуверен, бандоглав и фрустриран. Он нема снаге за сарадњу са неистомишљеницима. Није политичар за ново доба; нема визију будућности Србије. Сарађује само са истомишљеницима. Није спреман за велики заокрет.".
У јулу проводи два дана у Софији као представник САНУ на разговорима са Бугарском академијом. Председник Бугарске Жељо Желев позива Ћосића на разговор, али Ћосић није имао времена да га сачека да се врати из парламента.
Средином августа Франц Бучар, председник Скупштине Словеније и Дмитриј Рупел, министар иностраних послова Словеније долазе на разговор код Ћосића и моле га да посредује између њих и Милошевића. Бучар, Рупел и Ћосић састављају и потписују платформу за нову политику Словеније према Србији.
Почетком септембра, пред отварање неготинских "Мокрањчевих дана", Ћосићу је нагло позлило услед тешког напада ангине пекторис. Његова здравствена ситуација је озбиљна, па следаћа два месеца проводи по болницама: прво борави на Клиничком центру у Београду, а затим, о сопственом трошку, путује у Милвоки на операцију уградње вишеструког бајпаса. После успешне операције опет се враћа на Клинички центар, који напушта тек 21. новембра.
Током целе године Ћосић одржава честе контакте са Јованом Рашковићем и Радованом Караџићем, са којима разговара о томе како да се истовремено реши српско национално питање и избегне рат на простору Југославије, која се распада.